# H-II Transfer Vehicle

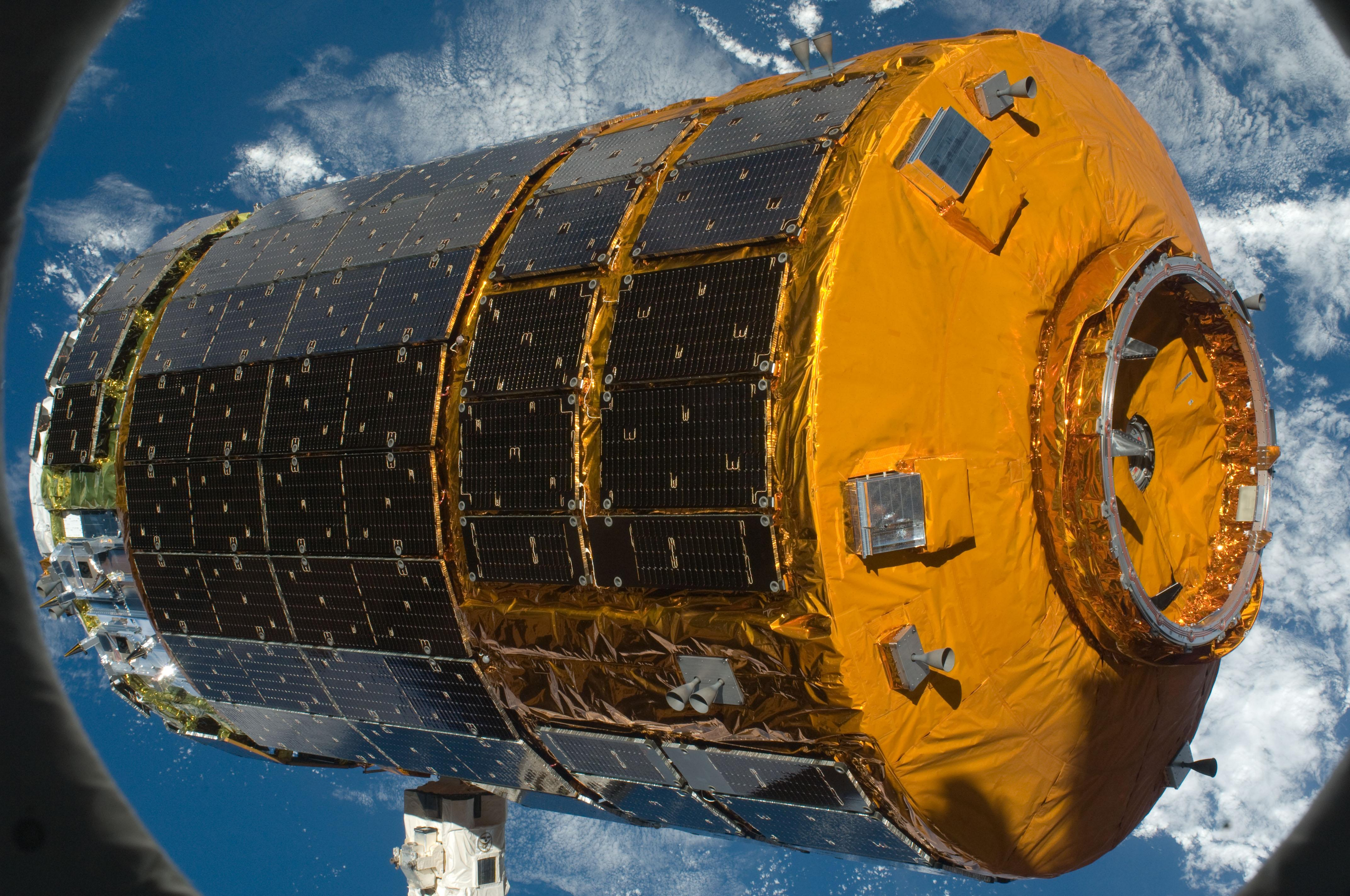
H-II Transfer Vehicle

H-II Transfer Vehicle (HTV, nazwa własna: Kounotori, z japońskiego Biały bocian) – seria bezzałogowych transportowych statków kosmicznych zbudowanych przez japońską agencję JAXA. HTV służą do dostarczania zaopatrzenia do Międzynarodowej Stacji Kosmicznej (ISS), głównie dla japońskiego modułu Japanese Experiment Module (JEM, Kibō). Jest to największy bezzałogowy statek, który poleciał w kosmos.
HTV znacznie się różni od używanych obecnie rosyjskich statków zaopatrzeniowych Progress, m.in. może przewozić większą ilość towarów; nie posiada kompleksowego systemu nakierowująco-dokującego (zamiast tego, HTV jedynie zbliża się do ISS na taką odległość (ok. 10 m), by mógł być złapany przez manipulator Canadarm2, który następnie nakierowuje pojazd do jednego z wolnych portów modułu Harmony). Po odcumowaniu następuje deorbitacja, a niespalone resztki spadają do Pacyfiku. 
HTV są wystrzeliwane z Centrum Lotów Kosmicznych Tanegashima (Japonia), za pomocą rakiet H-IIB, stanowiących silniejszą wersję H-IIA. Pierwszy testowy lot odbył się 10 września 2009 r. Zwykle odbywa się jeden start rocznie. Ostatni HTV pozostanie przyłączony do dolnego węzła Node 2 na zawsze.

## Budowa

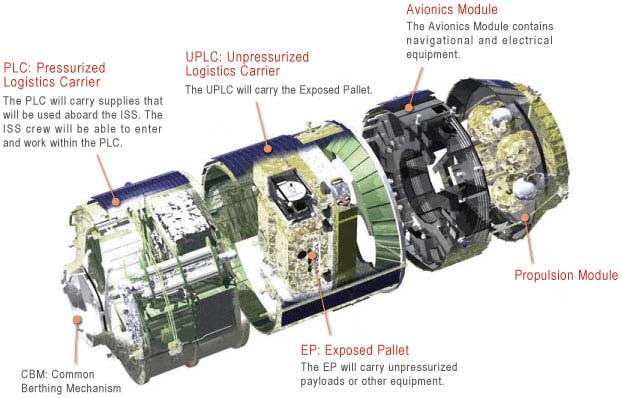
Budowa

HTV ma kształt walca. Podzielony jest na cztery części:
- Propulsion Module (m.in. główny silnik, zbiorniki z paliwem),
- Avionics Module (awionika, zestaw ogniw litowo-jonowych, sensor położenia Ziemi),
- Un-pressurized Logistics Carrier (ładownia otwarta o ładowności 1600 kg; tu przewożone jest wyposażenie do eksperymentów naukowych dla Exposed Facility (EF) modułu Kibō; rozładowywanie przy pomocy dźwigu JEM Remote Manipulator System (JEMRMS)),
- Pressurized Logistics Carrier (ładownia hermetyczna, utrzymująca odpowiednie dla ludzi ciśnienie atmosferyczne; z włazem do połączenia z ISS; o ładowności 6000 kg; posiada zbiornik na 300 l wody; może pomieścić do ośmiu ISPR; zawartość tej części HTV jest rozładowywana „ręcznie” przez załogę stacji).

## Dane techniczne
- długość 9,2 m
- średnica 4,4 m
- masa startowa 16,5 t
- ładunek 6 t

w sekcji ciśnieniowej 4,5 t
w sekcji niehermetyzowanej 1,5 t

## Starty
| HTV               | Data startu              | Rakieta nośna | Data deorbitacji      |
| ----------------- | ------------------------ | ------------- | --------------------- |
| HTV-1 Kounotori   | 10.09.2009, 17:01 UTC    | H-IIB, F1     | 01.11.2009, 21:26 UTC |
| HTV-2 Kounotori-2 | 22.01.2011, 05:38 UTC    | H-IIB, F2     | 30.03.2011, 03:09 UTC |
| HTV-3 Kounotori-3 | 21.07.2012, 02:06 UTC    | H-IIB, F3     | 14.09.2012, 05:27 UTC |
| HTV-4 Kounotori-4 | 03.08.2013, 19:48:46 UTC | H-IIB, F4     | 07.09.2013, 06:37 UTC |
| HTV-5 Kounotori-5 | 19.08.2015, 11:50:49 UTC | H-IIB, F5     | 29.09.2015, 20:33 UTC |
| HTV-6 Kounotori-6 | 09.12.2016, 13:26:47 UTC | H-IIB, F6     | 05.02.2017, 15:06 UTC |
| HTV-7 Kounotori-7 | 22.09.2018, 18:52:27 UTC | H-IIB, F7     | 10.11.2018, 21:38 UTC |
| HTV-8 Kounotori-8 | 24.09.2019, 16:05:05 UTC | H-IIB, F8     | 03.11.2019, 2:09 UTC  |
| HTV-9 Kounotori-9 | 20.05.2020, 17:31:00 UTC | H-IIB, F9     | -                     |